# Jacob Kroeff Neto
Jacob Kroeff Neto (Novo Hamburgo, 3 de fevereiro de 1883 — ?, 1966) foi um empresário, político e advogado brasileiro.
É neto do imigrante alemão Jacob Kroeff, hoteleiro em Hamburgo Velho na metade do século XIX e filho de Jacob Kroeff Filho, açougueiro, proprietário de um dos maiores matadouros da região (Matadouro Jacob Kroeff & Wiltgen) e proprietário de fazendas e estâncias no Alto da Serra. Casou em 16 de outubro de 1906 com Ottylia Wiltgen.
Advogado formado pela primeira turma da Faculdade de Direito de Porto Alegre, em 1904. Foi vereador em São Leopoldo e  depois deputado estadual pelo Partido Republicano Riograndense, ao mesmo tempo que cuidava dos empreendimentos da família, em especial do Matadouro Kroeff.
Junto com  Pedro Adams Filho e Leopoldo Petry foi um dos líderes do movimento que emancipou Novo Hamburgo de São Leopoldo, sendo depois prefeito da cidade.